# Гаррі Поттер і в'язень Азкабану
«Гаррі Поттер і в'язень Азкабану» (англ. «Harry Potter and the Prisoner of Azkaban») — третій роман серії «Гаррі Поттер» британської письменниці Дж. К. Ролінґ. Вийшов 8 липня 1999 року у видавництві «Блумсбері Паблішинґ» у Лондоні. 1999 року отримав дві літературні премії: «Вайтбред (Коста)» і «Премію Брема Стокера», а також був номінований на кілька інших премій, внаслідок чого визнаний одним з найвидатніших творів у жанрі «фентезі» за останні роки. 2004 року на основі роману знято однойменний художній фільм. Українською мовою роман переклав Віктор Морозов і він вийшов у видавництві «А-БА-БА-ГА-ЛА-МА-ГА» 10 травня 2002 року.

## Сюжет

### Тривожні новини
Роман відкривається описом чергового невеселого літа, яке Гаррі Поттер проводить у своїх тітки та дядька — родини Дурслі. Одного дня Гаррі випадково підслуховує репортаж у теленовинах про розшук небезпечного втеклого злочинця на ім'я Сіріус Блек. Невдовзі до Дурслів у гості приїздить сестра дядька Вернона - Мардж. В одній із розмов вона прикро ображає пам'ять батьків Гаррі, і той, не впоравшись зі своїм гнівом, насилає на неї чари, які змушують тітку Мардж роздутися до велетенських розмірів і злетіти в повітря. Засмучений Гаррі тікає з дому. Сидячи на темній вулиці, він помічає загадкового чорного пса, що стежить за ним з-за кущів. У цей час з'являється «Лицарський автобус» — спеціальний транспорт для мандрівних чарівників, — який відвозить Гаррі на алею Діаґон у паб «Дірявий казан». По дорозі Гаррі дізнається, що Сіріуса Блека звинувачують у вбивстві тринадцятьох осіб одним прокляттям і в підтримці Темного Лорда. У «Дірявому казані» хлопець зустрічає міністра магії Корнеліуса Фаджа, який, на думку Гаррі, прибув повідомити про його виключення з Гоґвортсу через незаконне використання чар. Утім, як на диво, міністерство закриває очі на цей інцидент, більше переймаючись особистою безпекою Гаррі. Зупинившись у пабі на кілька днів перед початком навчального року, Гаррі крім усього іншого чує суперечку між містером Візлі та місіс Візлі щодо того, чи варто попередити хлопця про Блека.
По прибутті до Гоґвортсу Гаррі та його друзі дізнаються про деякі зміни у складі педагогів. Зокрема, у школі з'являється новий викладач захисту від темних мистецтв — професор Ремус Люпин, а посаду викладача догляду за магічними тваринами віддано Геґрідові. Під час першого ж заняття Драко Мелфой навмисне дражнить гіпогрифа Бакбика, і той нападає на нього, завдавши йому неважкого пошкодження. Батько Драко Луціус Мелфой подає у міністерство скаргу щодо професійної непридатності Геґріда. Також з'ясовується, що Герміона цього року відвідує заняття зі вдвічі більшого числа предметів (деякі з занять навіть відбуваються у той самий час).

### Зростання напруги
Оскільки Сіріус Блек перебуває на волі, у Гоґвортсі патрулюють дементори — подібні на привидів стражники з Азкабану, в'язниці для злочинних магів. Дементори здатні «висмоктувати» з людей емоції радості та щасливі спогади. Виявляється також, що вони особливо сильно впливають на Гаррі, який під час контакту з ними чує передсмертний крик своєї матері й навіть непритомніє. Найприкріший випадок стається під час одного з матчів із квідичу, коли нажаханий дементорами Гаррі падає з мітли. Албус Дамблдор зупиняє падіння Гаррі, але його мітла «Німбус 2000» потрапляє у гілля Войовничої Верби, яка нищить її. Після цього інциденту професор Люпин вирішує навчити Гаррі заклинанню «Патронус», яке дозволяє протидіяти дементорам.
Тим часом гіршають стосунки між Герміоною та Роном: через те, що її кіт Криволапик постійно тероризує Ронового ручного щура Скеберса. На Різдво Христове Гаррі отримує найновішу модель мітли «Вогнеблискавка» від невідомого адресанта. Герміона підозрює, що мітлу міг надіслати Блек, наклавши на неї небезпечні чари. Професорка Макґонеґел конфіскує мітлу для ретельного дослідження, і це розлючує Гаррі та Рона, які припиняють розмовляти з Герміоною. За кілька місяців мітлу повертають (жодної небезпеки не виявлено). Хлопці намагаються помиритися з Герміоною, проте з'ясовується, що Скеберс зник, і Рон звинувачує в цьому кота Герміони Криволапика, який,на думку Рона, його з'їв.

### Муні, Червохвіст, Гультяй, Золоторіг
Незадовго до Різдва Гаррі отримує від Фреда і Джорджа Візлі магічний артефакт під назвою «Карта Мародера» (авторами якої були колишні учні Гоґвортса, чиї прізвиська — Муні, Червохвіст, Гультяй і Золоторіг). Карта показує розташування і пересування будь-якої особи в межах Гоґвортсу, а також таємні ходи в замку. Скориставшись нею, Гаррі потайки вибирається до села Гоґсмід (він не має права відвідувати його, оскільки Дурслі, його єдині родичі, не дали письмової згоди на це). Сховавшись під плащем-невидимкою він підслуховує розмову викладачів у місцевому пабі, з якої дізнається, що Сіріус Блек був найкращим другом його батьків і його хрещеним батьком (отже після смерті батьків мав би стати його законним опікуном). Поттери обрали його своїм Тайноохоронцем і він, імовірно, розкрив секрет їхнього перебування Волдеморту, що й закінчилося загибеллю подружжя. Згодом Блек вбив друга Поттерів Пітера Петіґру, а також дванадцятьох маґлів, що трапилися при цьому.
Під час іспитів із віщування професорка Трелоні впадає в транс і прорікає, що слуга Темного Лорда повернеться до нього тієї ночі. Гаррі та Рон зрештою миряться з Герміоною. Трійця дізнається, що гіпогрифа Бакбика має бути страчено. Під час відвідин Геґріда Рон раптово знаходить Скеберса, який поводиться напрочуд наполохано та агресивно, кусає його й намагається втекти. Женучись за ним, Рон опиняється коло Войовничої Верби, де на нього нападає великий чорний пес. Пес затягує його разом зі Скеберсом до нори між коріння верби. Гаррі з Герміоною поспішають за ним і через підземний тунель потрапляються до Верескливої Халупи (занедбаної хатини у Гоґсміді, за переказами, населеної привидами). Тут Гаррі стикається з Сіріусом Блеком, який є незареєстрованим (отже нелегальним) анімагом, чарівником здатним перетворюватися на тварину (пса) за власною волею. З'являється також професор Люпин, який вистежив їх за допомогою Карти Мародера. Вдершись до халупи, Люпин несподівано обіймає Блека як старого друга. Він зізнається в тому, що є вовкулакою, але професор Снейп регулярно готує йому зілля-вовкотруту, яке полегшує його стан, зберігаючи людський розум у вовчому тілі і він таким чином стає безпечним для оточуючих. Також він зізнається, що є одним з авторів Карти (іншими трьома були Блек, Петіґру і Джеймс Поттер — останні двоє також були анімагами, що могли перетворюватися на щура і оленя, відповідно). Раптом з'являється Снейп і побачивши Блека, захотів його схопити. Люпин та трійця намагаються переконати божевільного професора, але втративший здоровий глузд Снейп зв'язав Люпина та приготувався провести всіх у замок. Річ у тому, що Снейп у шкільні роки був об'єктом знущань з боку Джеймса та Сіріуса, і ледве не загинув через витівку останнього (батько Гаррі врятував йому життя). Але раптом, Гаррі та Рон з Герміоною приголомшують Снейпа. Люпин і Блек пояснюють Гаррі, що щур Скеберс насправді є Пітером Петіґру. Саме його обрали Тайноохоронцем Поттерів, але він незадовго до цього став слугою Волдеморта. Він видав Волдеморту, де ховається подружжя і цим спричинив загибель Лілі та Джеймса Поттерів, він також вбив дванадцятьох маґлів, зробивши Сіріуса винним в усіх своїх злочинах. Оскільки Гаррі не вірить їм, Блек і Люпин змушують Петіґру набути людської форми. Блек розповідає, що дізнався про справжню долю Петіґру та втік з Азкабану, щоб помститися. Разом з Люпином він намагається вбити зрадника, але Гаррі зупиняє їх, вважаючи, що його батько не допустив би, аби його найкращі друзі стали вбивцями.

### Порятунок невинних
У той час як група прямує до замку, сходить повний місяць і Люпин (який забув випити зілля-вовкотруту) перетворюється на вовкулаку. Скориставшись спричиненою колотнечею, Петіґру тікає. Захищаючи інших, Блек перетворюється на пса. Тяжко поранивши його, Люпин-вовкун зникає. На Блека насуваються дементори. Гаррі намагається захистити його «Патронусом», але йому бракує сил. У цей час він бачить, як з іншого берега озера з'являється потужний Патронус у формі оленя, що розганяє дементорів. Гаррі впевнений, що йому на поміч прийшов дух його батька. Втім, Сіріуса Блека хапають і відправляють у замок, щоби піддати його процедурі, знаної як «цілунок дементора» (повному висмоктуванню душі і в результаті цього, людина залишається у вегетативному стані). У світі чарівників це покарання - гірше за смерть.
Герміона відкриває Гаррі свій секрет: професорка Макґонеґел довірила їй Часоворот - пристрій для подорожування в часі, за допомогою якого вона змогла відвідувати вдвічі більше шкільних занять. За підказкою Дамблдора вони з Гаррі повертаються в часі на три години назад і бачать себе самих в розпалі подій минулої ночі. Звільнивши Бакбика, друзі повертаються до Войовничої Верби. Спостерігаючи збоку за сценою нападу дементорів на Сіріуса та себе самого, Гаррі розуміє, що загадкова фігура на протилежному березі, яка врятувала їх, була ним самим. Він вичакловує потужного Патронуса, і дементори розлітаються. Герміона і Гаррі звільняють Сіріуса, який тікає верхи на Бакбику, і повертаються у нормальний плин подій. На жаль, професор Люпин звільняється, тому що мстивий Снейп розбовкав його таємницю. Також, Гаррі отримує від Сіріуса дозвіл відвідувати Гоґсмід.

## Історія створення
- З трьох перших книг серії «В'язень Азкабану» було написано в найкоротший термін — один рік (для порівняння: «Філософський камінь» писався п'ять років, а «Таємна кімната» — два роки.[1].
- Особисто для авторки, улюбленим аспектом роману було впровадження образу Ремуса Люпина.[1]